# Zorch
Zorch war die erste rein elektronische Synthesizer-Gruppe aus England.
Sie waren die erste Band, die ausschließlich mit Synthesizer spielten.
Der Name bezieht sich auf das Reisen in Lichtgeschwindigkeit.

## Geschichte
Gegründet wurde Zorch 1973 von Howard Scarr (Gwyo Zepix), Basil Brooks und Niel Thorpe (Neil E Norml). Ab 1975 existierte Zorch nur noch als Duo (Scarr und Brooks). Sie traten auf diversen Musikfestivals auf, u. a. Windsor ’74, Meagan Fayre ’75 und Stonehenge ’74 sowie ’75.
Zorch löste sich 1976 im Einvernehmen auf. Basil Brooks schloss sich der Steve-Hillage-Band an und war zuständig für die Sound-Effekte der Per-Anhalter-durch-die-Galaxis-Bühnenshows. Howard Scarr schloss sich Skywhale an, zog später nach Deutschland und spielte in diversen Bands. 2000 kehrte Howard zurück ins Vereinigte Königreich, um sich der wiedervereinten Band Gong für Keyboards und Synthesizer anzuschließen.
Im Jahre 2000 vereinte sich Zorch wieder und hatte eine Reihe von Auftritten im Vereinigten Königreich unter anderem auf im Hackney Empire Theatre in London mit Gong und auf zwei Tribe of Frog Festivals in Bristol. 2001 spielten sie in Glastonbury Assembly Rooms and nahmen das Livealbum Glastonbury Live auf.
Im November 2006 spielte Zorch live auf dem Gong-Unconvention-Festival.

## Diskografie
- Ouroboros (Januar 1975, Zorch Music ZMCD001),
- Stoff (2001: Zorch Music ZMCD002),
- Glastonbury Live (Mai 2001; Zorch Music ZMCD003)